# Wu Xiaoxuan
Dans ce nom chinois, le nom de famille, Wu, précède le nom personnel.
Wu Xiaoxuan, née le 26 janvier 1958 à Hangzhou dans la province du Zhejiang, est une tireuse sportive chinoise.

## Biographie
Aux Jeux olympiques d'été de 1984 à Los Angeles, Wu Xiaoxuan est sacrée championne olympique de l'épreuve féminine de carabine à 50 mètres en trois positions et médaillée de bronze en carabine à air à 10 mètres.